# Richard Spiegelburg
Richard Spiegelburg (* 12. August 1977 in Georgsmarienhütte, Niedersachsen) ist ein ehemaliger deutscher Stabhochspringer. Er war Teilnehmer bei den Leichtathletik-Weltmeisterschaften 2001 in Edmonton sowie bei den Weltmeisterschaften 2003 in Paris.
Seine Bestleistung steht bei 5,85 m. Er trainierte bei Bundestrainer Jörn Elberding (vorher bei Leszek Klima) und studierte Fotoingenieurwesen in Köln.
Er war Mitglied beim TSV Bayer 04 Leverkusen und ist nun bei der LG Filstal, Stammverein TGV Holzhausen.
Spiegelburg ist Stabhochsprungtrainer und trainierte u. a. seine Schwester Silke Spiegelburg.

## Erfolge
| Jahr | Erfolg                                    |
| ---- | ----------------------------------------- |
| 1999 | Universiade-Sieger                        |
| 1999 | 4. Platz U23-Europameisterschaften        |
| 1999 | 3. Platz Deutsche Juniorenmeisterschaften |
| 2000 | 4. Platz Halleneuropameisterschaften      |
| 2001 | 6. Platz Weltmeisterschaften              |
| 2001 | Deutscher Meister                         |
| 2002 | Deutscher Hallenmeister                   |
| 2003 | Deutscher Vizemeister                     |
| 2006 | Deutscher Vizemeister                     |